# Anas Sharbini
Anas Sharbini (ur. 21 lutego 1987 w Rijece) – piłkarz chorwacki grający na pozycji ofensywnego pomocnika. Od 2013 roku jest zawodnikiem klubu HNK Rijeka.

## Kariera klubowa
Karierę piłkarską Sharbini rozpoczął w klubie NK Rječina. Następnie podjął treningi w NK Rijeka, a w 2005 roku stał się członkiem składu pierwszej drużyny. 30 lipca 2005 roku zadebiutował w barwach Rijeki w pierwszej lidze chorwackiej w wygranym 4:1 domowym spotkaniu z Cibalią Vinkovci. Przez pierwsze dwa sezony był rezerwowym zawodnikiem Rijeki. W sezonie 2005/2006 wywalczył z Rijeką wicemistrzostwo oraz Puchar Chorwacji. Od 2007 roku był podstawowym zawodnikiem klubu. 21 lipca 2007 w meczu z Interem Zaprešić (1:0) strzelił pierwszego gola w lidze. W Rijece grał do końca sezonu 2008/2009.
Latem 2009 roku Sharbini wraz z bratem Ahmadem został zawodnikiem Hajduka, parę dni po tym, jak obaj zaliczyli hat-tricka w meczu z Lokomotivą Zagrzeb (6:0). 23 sierpnia zadebiutował w Hajduku meczem z Rijeką (0:2). W 2010 roku został z Hajdukiem wicemistrzem kraju, a także zdobył swój drugi w karierze Puchar Chorwacji.
| Sezon   | Klub         | Kraj             | Rozgrywki        | Mecze | Bramki |
| ------- | ------------ | ---------------- | ---------------- | ----- | ------ |
| 2005/06 | NK Rijeka    | Chorwacja        | 1. HNL           | 8     | 0      |
| 2006/07 | NK Rijeka    | Chorwacja        | 1. HNL           | 9     | 0      |
| 2007/08 | NK Rijeka    | Chorwacja        | 1. HNL           | 28    | 11     |
| 2008/09 | NK Rijeka    | Chorwacja        | 1. HNL           | 27    | 14     |
| 2009/10 | NK Rijeka    | Chorwacja        | 1. HNL           | 1     | 3      |
| 2009/10 | Hajduk Split | Chorwacja        | 1. HNL           | 21    | 3      |
| 2010/11 | Hajduk Split | Chorwacja        | 1. HNL           | 20    | 5      |
| 2011/12 | Hajduk Split | Chorwacja        | 1. HNL           | 22    | 7      |
| 2012/13 | Ittihad FC   | Arabia Saudyjska | I liga saudyjska | 15    | 0      |
| 2013/14 | HNK Rijeka   | Chorwacja        | 1. HNL           | 24    | 4      |
| 2013/14 | HNK Rijeka   | Chorwacja        | 1. HNL           | 29    | 4      |
| 2015/16 | HNK Rijeka   | Chorwacja        | 1. HNL           | 12    | 3      |
| 2015/16 | Osmanlıspor  | Turcja           | Süper Lig        | 0     | 0      |
| 2016/17 | HNK Rijeka   | Chorwacja        | 1. HNL           |       |        |

## Kariera reprezentacyjna
W swojej karierze Sharbini występował w młodzieżowych reprezentacjach Chorwacji, U-17 i U-21. W dorosłej reprezentacji zadebiutował 8 października 2009 roku w wygranym 3:2 towarzyskim spotkaniu z Katarem.

## Życie prywatne
Sharbini urodził się w Rijece. Jego ojciec Jamal jest Palestyńczykiem i urodził się w Damaszku. Studiował w Rijece ekonomię. Jest bratem Ahmada Sharbiniego, także gracza Hajduka Split, z którym występował również w NK Rijeka.